# Vernoy (Franciaország)
Vernoy település Franciaországban, Yonne megyében. Lakosainak száma 244 fő (2022. január 1.). Vernoy Courtoin, Chaumot, Domats, Égriselles-le-Bocage, Piffonds és Savigny-sur-Clairis községekkel határos.

## Népesség
A település népessége az elmúlt években az alábbi módon változott:
| Lakosok száma | 228  | 239  | 245  | 245  | 243  | 241  | 239  | 239  | 244  |
|               | 2013 | 2015 | 2016 | 2017 | 2018 | 2019 | 2020 | 2021 | 2022 |